# Беркутов, Александр Николаевич (генерал-майор)
Александр Николаевич Беркутов — советский военный врач, генерал-майор медицинской службы, доктор медицинских наук, профессор.

## Биография
Родился в 1906 году на станции Шершни. Член КПСС.
С 1930 года — на военной службе, общественной и политической работе. В 1930—1976 гг. — младший врач стрелкового полка, младший врач военной школы летчиков в Оренбурге, начальник санитарной службы Вольского военно-технического авиационного училища, помощник начальника окружного военного госпиталя по медицинской части в Куйбышеве, старший ординатор-хирург медико-санитарного батальона, участник боёв на реке Халхин-Гол в Монголии), хирург автохирургического отряда в советско-финляндской войне, младший преподаватель Куйбышевской военно-медицинской академии, участник Великой Отечественной войны, старший инспектор лечебного отдела фронтового эвакуационного пункта № 1, главный хирург 3-го Белорусского фронта, начальник хирургического отделения военного госпиталя в Вильнюсе, преподаватель ВМА имени Кирова, заместитель начальника Ленинградского НИИ скорой помощи, начальник кафедры военно-полевой хирургии Военно-медицинской академии имени Кирова, профессор-консультант ВМА имени Кирова.
Один из авторов современной военно-медицинской доктрины. В 1960 году первым в стране организовал в клинике реанимационную палату, которая быстро трансформировалась в отделение реанимации и интенсивной терапии с многопрофильной научно-исследовательской лабораторией по изучению шока и терминальных состояний.
Умер в 1992 году.